# Nummer gegen Kummer

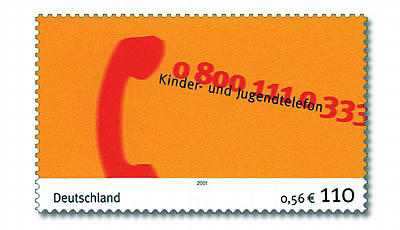
Deutsche Sonderbriefmarke von 2001

Der Verein Nummer gegen Kummer e. V. ist die Dachorganisation des größten kostenfreien telefonischen Beratungsangebotes für Kinder, Jugendliche und Eltern in Deutschland.

## Struktur
Der Verein wurde 1980 gegründet und ist seit 1994 ein eingetragener gemeinnütziger Verein mit Sitz in Wuppertal. Die Organisation hat es sich zum Ziel gesetzt, für alle Kinder und Jugendlichen, ihre Eltern und andere Erziehungspersonen Gesprächspartner zu sein, wenn andere fehlen. Die Beratungsangebote der „Nummer gegen Kummer“ sind erster Ansprechpartner für alle Fragen, Probleme und in besonders kritischen Situationen. Bei Bedarf öffnen sie den Weg zu weiteren Hilfen. Zurzeit hat Nummer gegen Kummer e. V. 94 Mitglieder, d. h. lokale Vereine, die einen Standort des Kinder- und Jugendtelefon und/oder einen Standort des Elterntelefon unterhalten. Diese Standorte sind in ganz Deutschland verteilt. Die lokalen Träger der Beratungstelefone sind überwiegend örtliche Verbände des Deutschen Kinderschutzbundes (DKSB), Vereine, die extra zu diesem Zweck gegründet wurden oder weitere örtliche Träger der Freien Jugendhilfe.
Nummer gegen Kummer e. V. wird von einem ehrenamtlichen Vorstand geleitet. Die Organisation und Koordination wird von den Mitarbeitern an den Standorten und der Geschäftsstelle in Wuppertal geleistet.

### Ehrenamtliche Mitarbeit
In ganz Deutschland sind fast 4000 Mitarbeiter der „Nummer gegen Kummer“ ehrenamtlich tätig – rund 500 arbeiten sogar bei zwei Beratungsangeboten. An 77 Standorten des Kinder- und Jugendtelefons beraten rund 2500 Freiwillige und 460 Jugendliche an 22 Telefonberatungsstellen ergänzen die Beratung samstags bei „Jugendliche beraten Jugendliche“. Online beantworten 140 Berater die schriftlichen Anfragen der Heranwachsenden. Das Netz des Elterntelefons umfasst 40 Standorte mit rund 1000 Beratern.

## Entwicklungsgeschichte
Das erste „Sorgentelefon“ wurde 1970 beim DKSB in Köln gestartet.
Am 30. November 1980 gründete sich in Bad Münstereifel die „Bundesarbeitsgemeinschaft der Sorgentelefone“, deren zentrale Koordinierungsstelle zunächst beim Landesverband Nordrhein-Westfalen des DKSB eingerichtet wurde. Zu diesem Zeitpunkt waren die Beratungstelefone nur über örtliche, kostenpflichtige Rufnummern zu erreichen (damals gab es keine Flatrate).
Die ersten verbindlichen Richtlinien für die Beratung wurden 1984 verabschiedet sowie ein Ausbildungskonzept für die Berater erstellt.
Mit der Bundespost als Partner wurde 1991 eine kostenlose bundesweite Rufnummer eingerichtet; die Anrufzahlen stiegen innerhalb eines Jahres um das Fünffache. Die Gesprächsgebühren übernimmt bis heute deren Nachfolgeunternehmen Deutsche Telekom.  
Seit 1994 ist der Dachverband ein eigenständiger eingetragener gemeinnütziger Verein mit Sitz in Wuppertal. Das Elterntelefon kam 2001 hinzu und dient als Beratungsangebot für Eltern und andere Erziehende.
2004 änderte der Verein seinen Namen in Nummer gegen Kummer e. V.
Eine neue bundesweit verbindliche Rahmenordnung für die Ausbildung, Supervision und Fortbildung der Berater wurde im gleichen Jahr erarbeitet und von der Mitgliederversammlung verabschiedet.
Nummer gegen Kummer e. V. bewarb sich 2008 erfolgreich mit dem Kinder- und Jugendtelefon um die, von der Europäischen Kommission neu geschaffene, EU-weite Rufnummer 116 111, der „Helpline für Hilfe suchende Kinder“.

## Angebote

### Kinder- und Jugendtelefon 116111
Das Kinder- und Jugendtelefon der „Nummer gegen Kummer“ besteht seit 1980 und ist damit eines der ältesten telefonischen Beratungsangebote weltweit. Derzeit gibt es 79 Standorte in Deutschland, d. h. an Werktagen 79 offene Leitungen, die von rund 2500 ehrenamtlich tätigen, ausgebildeten Beratern besetzt sind. Das Kinder- und Jugendtelefon ist ein offenes Gesprächs- und Beratungsangebot, das den Anrufenden Vertraulichkeit und Anonymität zusichert. Es ist Ansprechpartner für alle Fragen, Sorgen und Probleme sowie in schwierigen Lebenssituationen und vermittelt bei Bedarf weitere Hilfe.
Das Kinder- und Jugendtelefon ist von Montag bis Samstag von 14 bis 20 Uhr unter den bundeseinheitlichen Rufnummern 116 111 und 0800 111 0 333 erreichbar.

### Jugendliche beraten Jugendliche
Das Partizipationsprojekt „Jugendliche beraten Jugendliche“ wurde 1994 entwickelt und ergänzt seitdem am Samstag an mehreren Standorten des Kinder- und Jugendtelefons die Beratung. Ebenso wie die erwachsenen Berater, werden die jungen Berater im Alter von 16 bis 21 Jahren ausgiebig geschult, bevor sie am Kinder- und Jugendtelefon beraten.

### Online-Beratung für Kinder und Jugendliche
Die „Nummer gegen Kummer“ bietet Kindern und Jugendlichen seit 2003 die Möglichkeit, ihre Probleme und Fragen vertraulich in der Mail-Beratung zu stellen. Im Team der Mail-Beratung arbeiten erfahrene, ehrenamtliche Berater, die eine spezielle Zusatzqualifikation absolviert haben.
Seit Oktober 2019 gibt es zusätzlich eine Chat-Beratung.
Hier können Kinder und Jugendliche im Live-Chat ihre Fragen und Probleme vertraulich stellen. Im Team der Chat-Beratung arbeiten erfahrene Berater.
Den Zugang dazu finden ratsuchende Kinder und Jugendliche unter der Webseite von Nummer gegen Kummer e. V. www.nummergegenkummer.de. Die Angebote der Online-Beratung sind kostenlos. Die Mail-Beratung ist rund um die Uhr erreichbar. Die Termine der Chat-Beratung sind auf der Webseite zu finden.

### Elterntelefon 08001110550
Um auch Eltern eine adäquate Gesprächsplattform anzubieten, richtete Nummer gegen Kummer e. V. zusammen mit seinen Mitgliedsorganisationen und mit Unterstützung des Bundesfamilienministeriums im Jahr 2001 ein eigenes Beratungstelefon für Eltern und andere Erziehende ein. Bestehende örtliche Initiativen werden in das bundesweite Netz aufgenommen. Das Elterntelefon ist ebenfalls anonym und kostenfrei in ganz Deutschland zu erreichen. Auch für die Anrufe am Elterntelefon übernimmt die Deutsche Telekom AG alle Gesprächsgebühren. Derzeit gibt es 40 Standorte in Deutschland mit rund 1000 ausgebildeten Beratern, die sich ehrenamtlich in ihrer Freizeit engagieren.
Das Elterntelefon ist montags, mittwochs und freitags von 9 bis 17 Uhr und dienstags und donnerstags von 9 bis 19 Uhr besetzt und unter der Rufnummer 0800 - 111 0 550 zu erreichen.

## Mitgliedschaften

### Deutscher Kinderschutzbund
Nummer gegen Kummer e. V. ist Mitglied im Deutschen Kinderschutzbund. Der Verein ist aus dem Deutschen Kinderschutzbund hervorgegangen und als Mitglied diesem in seiner Zielsetzung, der Verbesserung der Lebensbedingungen von Kindern und Jugendlichen in Deutschland, eng verbunden. Der Deutsche Kinderschutzbund unterstützt die Arbeit von Nummer gegen Kummer durch seine örtlichen Infrastrukturen und seine gesellschaftspolitische Lobbyarbeit.

### Child Helpline International
CHI ist das internationale Netzwerk aller Child Helplines mit aktuell 181 Mitgliedern in 147 Ländern der Welt mit Sitz in Amsterdam. CHI setzt sich aktiv für die Rechte von Kindern ein – vor allem für das Recht, angehört zu werden – und stellt die Arbeit der Kinder- und Jugendtelefone bei der UN und der EU vor.
Nummer gegen Kummer e. V. gehört zu den Gründungsmitgliedern von Child Helpline International.

### Insafe
Um die Zusammenarbeit und den Austausch der nationalen Informationszentren und Beratungsstellen auf europäischer Ebene zu organisieren, vernetzt das Ins@fe-Netzwerk die nationalen Projekte über die Plattform „Better Internet for Kids“ (www.betterinternetforkids.eu). Bereits seit 2008 arbeitet NgK mit den Partnern im Verbund Safer Internet DE (www.saferinternet.de) zusammen für mehr Sicherheit im Internet.

## Förderer
Nummer gegen Kummer e. V. ist als gemeinnütziger Verein und als Träger der freien Jugendhilfe anerkannt. Er finanziert sich insbesondere durch Spenden und öffentliche Zuschüsse. Der Verein wird unterstützt von der Deutschen Telekom und gefördert vom Bundesministerium für Bildung, Familie, Senioren, Frauen und Jugend (BMBFSFJ), der Stiftung Deutsche Kinder-, Jugend- und Elterntelefone sowie dem Bundesinstitut für Öffentliche Gesundheit (BIÖG) und durch die Europäische Union im Rahmen des CEF Telecom Programmes als Partner im Verbund Safer Internet DE.